# La città che odi
La città che odi è un singolo del cantante italiano Gianmaria pubblicato il 25 novembre 2022 come primo estratto dal primo album in studio Mostro.

## Tracce
Testi e musiche di Antonio Filippelli, Gianmarco Manilardi, Gianmaria Volpato, Marco Spiaggiari e Rocco Giovannoni.
1. La città che odi – 2:48